# Schnellfahrstrecke Madrid–Valladolid
| Versuchszug der ADIF-Baureihe 330 in El Goloso (Madrid) |                      |                                                        |                                                        |
| Streckenlänge: | 179,5 km             |                                                        |                                                        |
| Spurweite: | 1435 mm (Normalspur) |                                                        |                                                        |
| Stromsystem: | 25 kV, 50 Hz ~       |                                                        |                                                        |
| Maximale Neigung: | 20 ‰                 |                                                        |                                                        |
| Minimaler Radius: | 5000 m               |                                                        |                                                        |
| Streckengeschwindigkeit: | 350 km/h             |                                                        |                                                        |
| |                      |                                                        |                                                        |
| \| \| \| Umspuranlage \| \| \| \| 179,6 \| Valladolid Campo Grande \| Valladolid Campo Grande \| \| \| 173,1 \| BÜ Pinar de Antequera \| BÜ Pinar de Antequera \| \| \| 168,0 \| Duero \| Duero \| \| \| \| zur Breitspurstrecke Madrid–Irún Spurwechselanlage \| \| \| \| 159,6 \| Üst. Valdestillas \| Üst. Valdestillas \| \| \| 144,0 \| Bestandsstrecke Madrid–Irun bei Matapozuelos \| Bestandsstrecke Madrid–Irun bei Matapozuelos \| \| \| \| Verbindung zur Strecke Madrid–Irún in Planung \| \| \| \| \| SFS Olmedo–Medina–Orense im Bau \| \| \| \| \| N-601 \| \| \| \| 133,0 \| Olmedo \| Olmedo \| \| \| 106,6 \| Nava de la Asunción \| Nava de la Asunción \| \| \| \| \| \| \| \| 97,1 \| \| \| \| \| 94,4 \| Tabladillo \| Tabladillo \| \| \| 86,0 \| Garcillán \| Garcillán \| \| \| 72,5 \| \| \| \| \| 70,7 \| la Fuentecilla \| la Fuentecilla \| \| \| \| \| \| \| \| \| Bestandsstrecke Villa \| \| \| \| 68,3 \| Segovia-Guiomar \| Segovia-Guiomar \| \| \| 66,2 \| \| \| \| \| \| Guadarrama-Tunnel \| \| \| \| 37,5 \| \| \| \| \| 35,5 \| Übf. Soto del Real \| Übf. Soto del Real \| \| \| \| Bestandsstrecke Madrid–Burgos \| \| \| \| 32,9 \| Arroyo del Valle \| Arroyo del Valle \| \| \| 32,1 \| \| \| \| \| 23,2 \| Cerro de San Pedro \| Cerro de San Pedro \| \| \| \| Bestandsstrecke Madrid–Burgos \| \| \| \| 18,9 \| Tres Cantos \| Tres Cantos \| \| \| \| Bestandsstrecke Madrid–Burgos \| \| \| \| \| \| \| \| \| \| Bestandsstrecke Madrid–Alcobendas \| \| \| \| \| Regelspur-Betriebswerk Fuencarral \| \| \| \| \| \| \| \| \| \| Chamartín Spurwechselanlage \| \| \| \| \| gepl. Strecke zum Flughafen Madrid-Barajas \| \| \| \| \| Breitspurstrecken nach Ávila, Burgos und zum Flughafen \| \| \| \| 0,50 \| Madrid Chamartín \| Madrid Chamartín \| \| \| \| \| \| \| \| \| »Túnel de la risa« Chamartin–Atocha \| \| \| \| \| Bahnhof Madrid Atocha \| \| |                      |                                                        |                                                        |
| |                      | Umspuranlage                                           |                                                        |
| Bahnhof | 179,6                | Valladolid Campo Grande                                | Valladolid Campo Grande                                |
| Bahnübergang | 173,1                | BÜ Pinar de Antequera                                  | BÜ Pinar de Antequera                                  |
| Brücke über Wasserlauf | 168,0                | Duero                                                  | Duero                                                  |
| Abzweig geradeaus und ehemals von links |                      | zur Breitspurstrecke Madrid–Irún Spurwechselanlage     | zur Breitspurstrecke Madrid–Irún Spurwechselanlage     |
| Überleitstelle / Spurwechsel | 159,6                | Üst. Valdestillas                                      | Üst. Valdestillas                                      |
| Kreuzung geradeaus oben | 144,0                | Bestandsstrecke Madrid–Irun bei Matapozuelos           | Bestandsstrecke Madrid–Irun bei Matapozuelos           |
| Abzweig geradeaus und ehemals nach rechts |                      | Verbindung zur Strecke Madrid–Irún in Planung          | Verbindung zur Strecke Madrid–Irún in Planung          |
| Abzweig geradeaus und ehemals von rechts |                      | SFS Olmedo–Medina–Orense im Bau                        | SFS Olmedo–Medina–Orense im Bau                        |
| Strecke mit Straßenbrücke |                      | N-601                                                  | N-601                                                  |
| ehemaliger Haltepunkt / Haltestelle | 133,0                | Olmedo                                                 | Olmedo                                                 |
| Überleitstelle / Spurwechsel | 106,6                | Nava de la Asunción                                    | Nava de la Asunción                                    |
| Strecke |                      |                                                        |                                                        |
| Tunnelanfang | 97,1                 |                                                        |                                                        |
| Tunnelende | 94,4                 | Tabladillo                                             | Tabladillo                                             |
| Dienststation / Betriebs- oder Güterbahnhof | 86,0                 | Garcillán                                              | Garcillán                                              |
| Tunnelanfang | 72,5                 |                                                        |                                                        |
| Tunnelende | 70,7                 | la Fuentecilla                                         | la Fuentecilla                                         |
| Strecke mit Straßenbrücke |                      |                                                        |                                                        |
| Kreuzung geradeaus unten |                      | Bestandsstrecke Villa                                  | Bestandsstrecke Villa                                  |
| Bahnhof | 68,3                 | Segovia-Guiomar                                        | Segovia-Guiomar                                        |
| Tunnelanfang | 66,2                 |                                                        |                                                        |
| Strecke (im Tunnel) |                      | Guadarrama-Tunnel                                      | Guadarrama-Tunnel                                      |
| Tunnelende | 37,5                 |                                                        |                                                        |
| Dienststation / Betriebs- oder Güterbahnhof | 35,5                 | Übf. Soto del Real                                     | Übf. Soto del Real                                     |
| Kreuzung geradeaus oben |                      | Bestandsstrecke Madrid–Burgos                          | Bestandsstrecke Madrid–Burgos                          |
| Brücke über Wasserlauf | 32,9                 | Arroyo del Valle                                       | Arroyo del Valle                                       |
| Tunnelanfang | 32,1                 |                                                        |                                                        |
| Tunnelende | 23,2                 | Cerro de San Pedro                                     | Cerro de San Pedro                                     |
| Kreuzung geradeaus unten |                      | Bestandsstrecke Madrid–Burgos                          | Bestandsstrecke Madrid–Burgos                          |
| Überleitstelle / Spurwechsel | 18,9                 | Tres Cantos                                            | Tres Cantos                                            |
| Kreuzung geradeaus unten |                      | Bestandsstrecke Madrid–Burgos                          | Bestandsstrecke Madrid–Burgos                          |
| Strecke |                      |                                                        |                                                        |
| Kreuzung geradeaus oben |                      | Bestandsstrecke Madrid–Alcobendas                      | Bestandsstrecke Madrid–Alcobendas                      |
| Dienststation / Betriebs- oder Güterbahnhof |                      | Regelspur-Betriebswerk Fuencarral                      | Regelspur-Betriebswerk Fuencarral                      |
| Verschwenkung von links · Verschwenkung von rechts |                      |                                                        |                                                        |
| Strecke · Strecke |                      | Chamartín Spurwechselanlage                            | Chamartín Spurwechselanlage                            |
| Abzweig geradeaus und ehemals von rechts · Strecke |                      | gepl. Strecke zum Flughafen Madrid-Barajas             | gepl. Strecke zum Flughafen Madrid-Barajas             |
| Abzweig geradeaus und von rechts · Strecke |                      | Breitspurstrecken nach Ávila, Burgos und zum Flughafen | Breitspurstrecken nach Ávila, Burgos und zum Flughafen |
| Bahnhof · Kopfbahnhof Streckenende | 0,50                 | Madrid Chamartín                                       | Madrid Chamartín                                       |
| Tunnelanfang · Tunnelanfang (Strecke außer Betrieb) |                      |                                                        |                                                        |
| Strecke (im Tunnel) · Strecke (außer Betrieb) (im Tunnel) |                      | »Túnel de la risa« Chamartin–Atocha                    | »Túnel de la risa« Chamartin–Atocha                    |
| Tunnelende · Tunnelende (Strecke außer Betrieb) |                      | Bahnhof Madrid Atocha                                  | Bahnhof Madrid Atocha                                  |

Die Schnellfahrstrecke Madrid–Valladolid ist eine spanische, normalspurige Eisenbahn-Schnellfahrstrecke. Sie verbindet auf einer Länge von 180 km die Hauptstadt Madrid mit der nordwestlich gelegenen Provinzhauptstadt Valladolid.
Mit Eröffnung der rund 4,5 Milliarden Euro teuren Strecke verkürzt sich die Fahrzeit, mit einem Zwischenhalt in Segovia, von mehr als zweieinhalb Stunden auf 56 Minuten. Die Streckenlänge reduzierte sich im Vergleich zur kurvenreichen Altstrecke um 69 km. Die Streckenhöchstgeschwindigkeit liegt bei 350 km/h, die aber vorerst betrieblich nicht ausgenutzt wird.
Die Gebirgskette Sierra de Guadarrama wird im 28,4 km langen Guadarrama-Tunnel, dem längsten Tunnel Spaniens, unterquert.
Nördlich schließt sich die seit 2015 in Betrieb befindliche 161 km lange Schnellfahrstrecke Valladolid–Venta de Baños–Palencia–León an mit der im Bau befindlichen Verlängerung Schnellfahrstrecke León-Oviedo-Gijon.

## Geschichte
Die Strecke wurde am 22. Dezember 2007 von Spaniens Ministerpräsidenten José Luis Rodríguez Zapatero eröffnet.

## Betrieb
Die Strecke wird seit Ende Dezember 2007 täglich von acht Alvia-Zugpaaren (mit Triebzügen der Reihe 130, 250 km/h) und fünf AVE-Zugpaaren (Reihe 102, mit 300 km/h) befahren. Die umspurbaren Alvia-Züge verkehren über Valladolid hinaus im Breitspur-Bestandsnetz weiter in den Norden.
Für den Regelspurbetrieb wurden im Bahnhof Madrid-Chamartín die Bahnsteiggleise 16 bis 21 umgespurt, das Gleis 15 ist dafür vorbereitet. Bis zur Inbetriebnahme der regelspurigen Tunnelverbindung endete die Regelspur unter dem Brückenempfangsgebäude. Bis dahin war die Strecke ein regelspuriger Inselbetrieb im Breitspurnetz. Der Fahrzeugaustausch von nicht umspurbaren Fahrzeugen war nur mit Nutzung von breitspurigen Rollböcken möglich.

## Ausblick
Ab 2024 ist es geplant, AVE-Züge über die S-Bahn-Strecke zum Flughafen Madrid-Barajas fahren zu lassen. Hierzu sollen Dreischienengleise eingebaut und die Sicherungstechnik auf der Strecke erneuert werden. Ferner ist eine direkte Anbindung des Flughafens an die Schnellfahrstrecke nach Barcelona geplant.

## Galerie

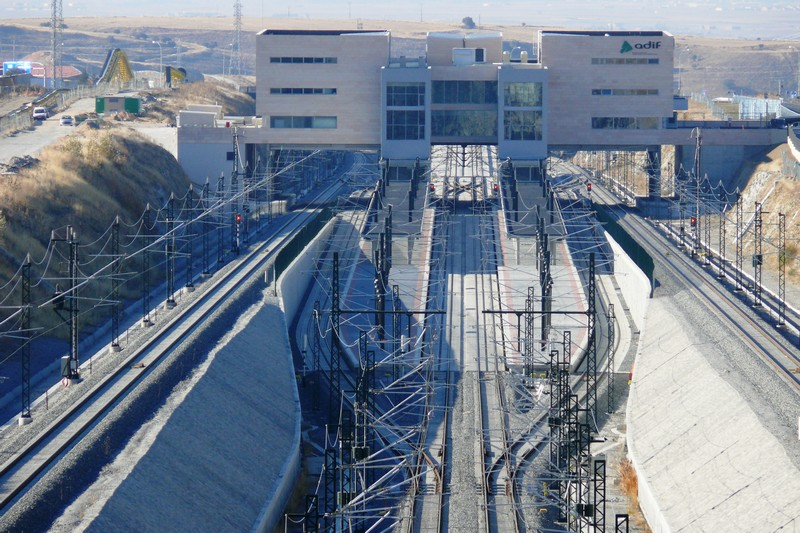
Der Bahnhof Segovia-Guiomar wenige Wochen vor Eröffnung, im November 2007. Durchfahrende Züge von und zum Guadarrama-Tunnel nutzen die beiden äußeren Gleise, während die inneren vier von haltenden Zügen genutzt werden.
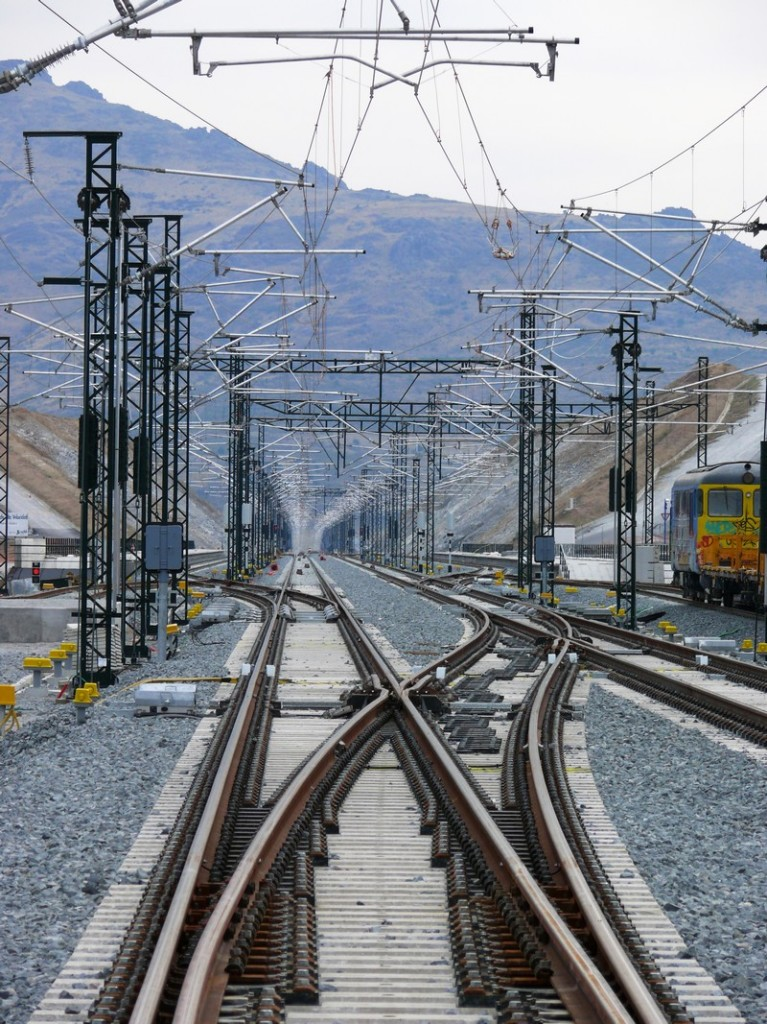
Der Bahnhof Miraflores dient der Überholung von Zügen, dem Abstellen von Wartungsfahrzeugen und Evakuierungen in Notfällen

- Der Bahnhof Segovia-Guiomar wenige Wochen vor Eröffnung, im November 2007. Durchfahrende Züge von und zum Guadarrama-Tunnel nutzen die beiden äußeren Gleise, während die inneren vier von haltenden Zügen genutzt werden.
- Der Bahnhof Miraflores dient der Überholung von Zügen, dem Abstellen von Wartungsfahrzeugen und Evakuierungen in Notfällen